# Тіло в циліндрі
«Тіло в циліндрі» (англ. Body in the Cylinder) — позначення трупа чоловіка, знайденого в частково герметичному сталевому циліндрі серед руїн часів Другої світової війни в Ліверпулі, Англія. Тіло знайшли у 1945 році, і вважається, що воно пролежало у циліндрі невиявленим протягом 60 років. Розслідування назвало переконливого (хоча достеменно не підтвердженого) кандидата на особу загиблого; однак причина смерті та причина його перебування в циліндрі залишаються загадкою.

## Виявлення циліндра
Влітку 1943 року американські солдати розчищали розбомблену територію позаду методистської церкви на Баундарі-стріт-Іст у Ліверпулі. Американський бульдозер, розчищуючи уламки, виявив металевий циліндр. Один кінець циліндра був закритий сталевою пластиною, інший був відкритий, але бульдозер ненавмисно переїхав циліндр, розчавивши його відкритий кінець так, що він майже закрився. Циліндр витягли із уламків та залишили лежати.
Після літа 1943 року на циліндр майже не звертали уваги. Люди використовували циліндр як сидіння, а діти часто гралися з ним. Приблизно за два тижні до виявлення тіла свідки бачили, як діти котили циліндр через якийсь пустир на Грейт-Гомер-стріт у напрямку Клаудіа-стріт.

### Опис циліндра
Циліндр мав довжину 2,1 м, діаметр 480 мм і був виготовлений зі сталі товщиною 4 мм. Металева кришка закритого кінця циліндра була закріплена болтами. Відкритий кінець циліндра був майже повністю затиснутий після наїзду бульдозер, залишився отвір завширшки приблизно 10 см У 1945 році вирішили, що циліндр швидше за все раніше був частиною якоїсь вентиляційної шахти.

## Виявлення тіла
13 липня 1945 року троє маленьких хлопчиків гралися з циліндром, катаючи його вулицями, і вирішили спробувати роздивитися, що у нього всередині. Зазирнувши у щілину, вони побачили щось схоже на черевик. При детальнішому розгляді виявилося, що це частина людського скелета. На місце події викликали поліцію, яка за допомогою киснево-ацетиленового пальника розрізала циліндр. Всередині виявився повний скелет людини у супроводі низки предметів. Поліція вилучила останки та відвезла їх до моргу.

## Опис тіла
Було виявлено, що рештки належать дорослому чоловікові, який за життя мав зріст близько 180 см. На момент смерті йому було від 25 до 50 років. Тіло, ймовірно, пролежало in situ протягом тривалого часу/
Ліва основа черепа скелета була відсутня. Череп був зламаний біля лівого середнього вуха, але не схоже, що це було пов'язано з насильницьким характером смерті. Голова в якийсь момент відпала від тулуба, можливо внаслідок руху циліндра.. На черепі все ще лишалася невелика кількість волосся.
Схоже, чоловік сам заповз у циліндр. Положення скелета свідчило про те, що на момент смерті чоловік лежав і використовував цеглину, загорнуту в мішковину, як подушку, коли помер. Тіло було знайдено повністю одягненим і лежало, витягнувшись на весь зріст, на якомусь мішку, але не всередині нього. Одяг на скелеті був типовий для пізнього вікторіанського періоду і гарної якості.

### Предмети, виявлені при тілі
Разом з тілом знайшли численні предмети.
- Два щоденники, датовані 1884 та 1885 роками[3]. Щоденники були значною мірою нерозбірливими для коронера в 1945 році, але в одному записі в щоденнику, датованому червнем 1885 року, зазначалася «зустріч на 13:00 з Ф. К. Греді в Консі»[1].
- Поштова листівка (зіпсована, але реконструйована коронером), штемпель з Бірмінгема, дата 3 липня 1885 року[3]. Листівку було адресовано Т. К. Вільямсу від А. Е. Гарріса[1].
- Носова хустка, але без якихось міток, що могли допомогти з'ясувати особистість[1].
- Брошка[1].
- Золотий перстень з печаткою з зеленого каменю з червоними цятками[3], досить поношений і мав клеймо «Лондон 1859»[1].
- Довідка Лондонської Північно-Західної залізниці(інші мови) від 27 червня 1885 року[3].
- П'ять бухгалтерських аркушів (чотири невикористані), від TC Williams and Co[1].
- Квитанція про оплату від TC Williams and Co, Лідс-стріт, Ліверпуль[1][3].

## Розслідування
Розслідування було розпочато 19 липня 1945 року та відкладено на місяць ліверпульським коронером Мортом.
Спочатку припускали, що чоловік загинув під час Бліцу, але ніяких доказів цього виявлено не було. Патологоанатом зазначив велику кількість вологи в циліндрі, що вказувало на три можливі сценарії: 1) Загиблий міг перебувати в незапечатаному циліндрі близько 10 років. 2) Циліндр міг бути герметично закритим. 3) У циліндр потрапила волога, і він не висох. Останні два сценарії вказували на те, що тіло, можливо, перебувало в циліндрі з 1885 або 1890 року. Умови в циліндрі вказували на те, що тіло зазнало нормального розкладання.
31 серпня 1945 року коронер закрив розслідування, винісши відкритий вердикт, у якому зазначив, що встановити причину смерті неможливо. Вважається, що датою смерті був 1885 рік.

### Томас Кріган Вільямс
У серпні 1945 року слідство назвало потенційною особою загиблого Томаса Крігана Вільямса, виробника фарб та пензлів. T C Williams and Co. були торговцями фарбами, лаками та кольоровими барвниками та працювали на Смітфілд-стріт приблизно у 1885 році. Томас Кріган Вільямс жив за адресою Кембридж-роуд, 29, у Сіфорті, потім у Вудвілл-хаусі на Абботсфорд-роуд у Бланделлсендсі.
10 березня 1884 року Вільямса було оголошено банкрутом. Слідство висунуло гіпотезу, що Вільямс покинув свій сімейний дім через фінансові труднощі та спав у циліндрі, який знаходився у приміщенні його фірми. Від чого він помер, невідомо — можливо, якимось чином циліндр зачинився, і Вільямс задихнувся уві сні. Його зникнення у 1885 році могло бути інтерпретоване як навмисна втеча, щоб уникнути зустрічі з кредиторами — переїзд до іншої країни кораблем був на той час поширеним способом уникнути боргів.
Згідно з документами, отриманими під час розслідування, дружина Вільямса похована у Ліверпулі, але жодних записів про смерть Вільямса чи його поховання не вдалося знайти ані в Ліверпулі, ані взагалі в Англії та Вельсі. Відомо, що у Вільямса був син, народжений у 1859 році; втім, пошуки родичів Вільямса не мали успіху.